# Coppa Italia (wielrennen)
De Coppa Italia di Ciclismo (ook wel Ciclismo Cup genoemd) is een nationaal criterium dat in 2007 is opgericht. Ongeveer 20 Italiaanse eendagskoersen tellen mee voor dit criterium. Alle Italiaanse teams, of teams die actief zijn met een Italiaanse licentie bij de UCI, of die voor een meerderheid uit Italiaanse renners bestaan, kunnen deelnemen. Inschrijving voor de Cup door buitenlandse teams, die niet aan bovenstaande voorwaarden voldoen, is toegestaan. Deelname is mogelijk indien de ploeg bereid is hiervoor te betalen. De klassementen worden berekend op basis van de resultaten behaald in alle evenementen van het UCI Europe Tour- circuit georganiseerd in Italië, op voorwaarde dat ze zijn geklasseerd in .HC of in categorie .1.
Het evenement is opgericht onder de naam Coppa Italia – Campionato Italiano a Squadre en wordt georganiseerd door de Lega del Ciclismo Professionistico. In 2017 werden de productie-, distributie- en marketingrechten overgedragen aan PMG Sport. De competitie werd omgedoopt tot Ciclismo Cup en alle races zijn nu zichtbaar via Rai Sport en het Bike Channel. Tevens zijn de wedstrijden wereldwijd zichtbaar via internet en televisie.
Er zijn drie klassementen: individueel, beste jonge renner (onder-25) en het beste team. Het winnende team heeft het recht om het volgende seizoen een kleine driekleur op zijn truien te plaatsen. En krijgt tevens een wildcard om het volgende seizoen deel te nemen aan de Ronde van Italië.
Recordwinnaar van dit criterium is Sonny Colbrelli. Hij won viermaal. 

## Klassementen
| Jaar | Individueel          | Jongeren             | Ploegen                                         |
| ---- | -------------------- | -------------------- | ----------------------------------------------- |
| 2007 | Alessandro Bertolini | Kanstantsin Siutsou  | Tenax-Menikini                                  |
| 2008 | Danilo Di Luca       | Francesco Ginanni    | Serramenti PVC Diquigiovanni-Androni Giocattoli |
| 2009 | Giovanni Visconti    | Miguel Ángel Rubiano | CSF Group-Navigare                              |
| 2010 |                      |                      | Androni Giocattoli-Serramenti PVC Diquigiovanni |
| 2011 |                      |                      | Androni Giocattoli-C.I.P.I.                     |
| 2012 |                      |                      | Androni Giocattoli-Venezuela                    |
| 2013 | Diego Ulissi         | Diego Ulissi         | Lampre-Merida                                   |
| 2014 | Sonny Colbrelli      | Sonny Colbrelli      | Neri Sottoli                                    |
| 2015 | Sonny Colbrelli      | Louis Meintjes       | Southeast Pro                                   |
| 2016 | Sonny Colbrelli      | Gianni Moscon        | Bardiani-CSF                                    |
| 2017 | Diego Ulissi         | Egan Bernal          | Androni Giocattoli                              |
| 2018 | Domenico Pozzovivo   | Davide Ballerini     | Androni Giocattoli-Sidermec                     |
| 2019 | Giovanni Visconti    | Fausto Masnada       | Androni Giocattoli-Sidermec                     |
| 2020 | Diego Ulissi         | Andrea Bagioli       | UAE Emirates                                    |
| 2021 | Sonny Colbrelli      | Alessandro Covi      | UAE Emirates                                    |
| 2022 | Filippo Zana         | Filippo Zana         | UAE Emirates                                    |